# Altnowgoroder Dialekt
Altnowgoroder Dialekt (russisch Древненовгородский диалект Drewnenowgorodski dialekt) ist die Bezeichnung für einen ausgestorbenen Dialekt des Russischen, der bis zum 15. Jahrhundert in einem Gebiet um Nowgorod (Naugard) und Pskow gesprochen wurde. Er ist bekannt durch etwa 1.000 Texte auf Birkenrinden aus dem 11. bis 15. Jahrhundert.
Eingeführt wurde der Begriff von Andrei Zaliznjak. Der Altnowgoroder Dialekt weist einige Züge auf, die für das Altostslawische (zum Teil auch für andere slawische Sprachen) untypisch sind. Bisweilen wird der verwendete Dialekt mit den Ilmenslawen in Verbindung gebracht. Einen Einfluss hatten vermutlich die ostbaltischen Sprachen oder die Sprache der Dnjepr-Balten. 
Man vermutet, dass die Sprecher dieser Mundart für offizielle Texte die russische Variante des Kirchenslawischen gebrauchten, während Alltagstexte in einer Sprachform, die dem gesprochenen Dialekt ähnelte, schriftlich festgehalten wurden. 
Interessant ist die Existenz des Modus relativus, der sonst nur in der südöstlichen Gruppe des Südslawischen vorkommt.
Der Begriff Naugardismus bezeichnet sprachliche Eigentümlichkeiten des Altnowgoroder Dialekts, wie z. B. das Zokanje, den sprachökonomischen Gebrauch von Auxiliarien oder das Possessivperfekt. 
Seit dem späten 15. Jahrhundert wurde der Altnowgoroder Dialekt durch das Moskauer Russisch zurückgedrängt nach der Eroberung Nowgorods durch das Fürstentum Moskau.
Zahlreiche Naugardismen existieren nach wie vor im Nordwestrussischen.

## Sprachliche Merkmale
In diesem Abschnitt sind einige Merkmale angeführt, die für das Ostslawische meist untypisch sind:
- Der Nominativ Singular der o-Stämme endet auf -e (im Gegensatz zu -ъ), der Akkusativ Singular auf '-ъ', z. B. brate „der Bruder“ und bratъ „den Bruder“ (vgl. russisch. brat – brata);
- Die allen übrigen slawischen Sprachen gemeinsame Palatalisierung von /x/ hat nicht stattgefunden, z. B. vьx- „all“ gegenüber vs- im modernen Russisch, Ukrainisch, Bulgarisch, Slowenisch, Polnisch (ws-), im Serbischen und Kroatischen gedreht zu sv-, Tschechisch und Slowakisch vš-, ebenso in den sorbischen Sprachen wš-.
- Die zweite Palatalisierung, ein allgemeinslawisches Merkmal (obschon im Ostslawischen sekundär teilweise neutralisiert) hat nicht stattgefunden, z. B. Dativ Sg. rěkě „Fluss“ (nicht rěcě).
- Wie im Westslawischen ist die Palatalisierung von *kv, *gv  zu cv, zv unterblieben, z. B. květ „Farbe“, gvězda „Stern“, vgl. polnisch kwiat („Blüte“), gwiazda (russisch cvet, zvezda).
- Es gibt keinen phonologischen Unterschied zwischen c und č.
- Das Ziel einer Bewegung kann ohne Präposition mittels Dativ dargestellt werden, z. B. idi Pliskovu „geh nach Pskow (Pleskau)“.

Die Orthographie weicht in der Verwendung des Jer ab, ъ und ь werden synonymisch mit o bzw. e gebraucht, analog der Verwendung des ъ im modernen Bulgarisch (z. B. България).